# Lauch (Schimpfwort)
Lauch ist ein vor 2011 unter Jugendlichen in Gebrauch gekommenes Schimpfwort zur Bezeichnung von Personen.

## Bedeutung
Die mit dem Schimpfwort „Lauch“ bezeichnete Person ist demnach – in der ursprünglichen Bedeutung – schmächtig bzw. nicht muskulös und dabei ggf. hochgewachsen, ähnlich einer Stange Lauch oder Porree. Es ist ähnlich konnotiert wie „Spargeltarzan“ oder „Bohnenstange“.
Damit zusammenhängend kann „Lauch“ auch einen schwächlichen, körperlich oder in der Sozialgruppe unterlegenen Menschen meinen, ähnlich dem Schimpfwort „Opfer“. Wie bei vielen ähnlichen Schimpfwörtern der Fall, kann mit „Lauch“ auch ein vermeintlich „geistig beschränkter oder begriffsstutziger Mensch“ bezeichnet werden.

## Auswahl Jugendwort des Jahres
Bei der Wahl zum Jugendwort des Jahres 2018 in Deutschland erhielt „Lauch“ im Online-Voting die viertmeisten Stimmen bei dreißig Vorschlägen. Zum Jugendwort des Jahres 2018 wählte die Jury den im Voting drittplatzierten Begriff Ehrenmann / Ehrenfrau.

## Verwendung
Lauch wird im deutschsprachigen Rap regelmäßig verwendet.
Der Rapper Haftbefehl bezeichnete mit den Worten du kleiner Lauch den Moderator Jan Böhmermann.